# Ichneutica erebia
Ichneutica erebia là một loài bướm đêm trong họ Noctuidae.